# Arslan: The Warriors of Legend
Arslan: The Warriors of Legend (Nhật: アルスラーン戦記×無双 Hepburn: Arusurān Senki × Musō) là tựa game hành động chặt chém (hack and slash) do hãng Omega Force phát triển và Koei Tecmo phát hành vào năm 2015 ở Nhật Bản và năm 2016 tại Bắc Mỹ và châu Âu. Đây là sự giao thoa giữa cuốn tiểu thuyết dài tập Truyền thuyết Anh hùng Arslan của Tanaka Yoshiki và dòng game Dynasty Warriors của hãng Koei Tecmo.

## Sản xuất và phát hành
Game lần đầu tiên được công bố trên tạp chí Bessatsu Shōnen Magazine của Kodansha số tháng 6 năm 2015. Tựa game này mãi về sau mới được tiết lộ là do Omega Force phát triển và Koei Tecmo đảm nhận việc phát hành, với Nakadai Shigeto làm đạo diễn. Ban đầu hãng định lên kế hoạch phát hành trò chơi tại Nhật Bản trên hệ máy PlayStation 3 và PlayStation 4 vào ngày 17 tháng 9 năm 2015, nhưng sau đó đã bị trì hoãn đến ngày 1 tháng 10 năm 2015. Trên bình diện quốc tế, trò chơi điện tử đã được phát hành trên PlayStation 3 và PlayStation 4, cũng như các nền tảng Xbox One và Microsoft Windows vào ngày 9 tháng 2 năm 2016 ở Bắc Mỹ và ngày 12 tháng 2 năm 2016 ở châu Âu.

## Đón nhận
Matt Sainsbury của Digitally Downloaded đã tán dương câu chuyện, nhân vật và lối chơi của tựa game này, chấm cho bốn sao rưỡi. Mark Steighner của Hardcore Gamer còn đưa ra lời khen ngợi vì những lý do tương tự như Sainsbury, cũng như thêm phần ca ngợi cho phong cách nghệ thuật trong game. Tuy nhiên, anh chỉ trích trò chơi này đôi khi quá dễ dàng. Miguel Concepcion của GameSpot ca ngợi trò chơi này vì sự chuyển thể hợp với nguồn gốc và dàn nhân vật hùng hậu, đồng thời cũng chỉ trích game vì thiếu hẳn lời thoại tiếng Anh. Giống như những nhà phê bình game trước đó, Mike Williams của USgamer tán dương phần lồng tiếng và âm nhạc, đồng thời chỉ trích dàn nhân vật quá nhỏ. Majkol Zaru Robuschi của The Games Machine cũng khen phần cốt truyện và dàn nhân vật, đồng thời chỉ trích trò chơi này có đôi lúc vận hành tệ hại. Robert Ramsey của Push Square cũng có cảm xúc tương tự với các nhà phê bình khác, tóm tắt suy nghĩ của mình về tựa game này là "Ngoài lề cốt truyện, mọi thứ thú vị nhưng chẳng có gì mới lạ, và nhìn chung, tiêu đề game giống như đặt cơ sở cho phần tiếp theo hay hơn".